# Inminban
Inminban (Hangul: 인민반; Hanja: 人民班; Romanización revisada del coreano: inmin-ban; McCune-Reischauer: inmin-ban; que significa "unidades de barrio" o "unidades de personas") es una forma de organización de cooperativa local o comunitaria similar a una vigilancia vecinal o de "Asociaciones de vecinos", en Corea del Norte. Ninguna persona de Corea del Norte existe fuera del sistema inminban; todos son miembros.

## Historia
La red inminban se estableció a finales de la década de 1960. Se requiere que cada mujer de Corea del Norte que no tiene un empleo a tiempo completo para participar en actividades inminban, que incluyen la limpieza de los baños públicos, poner en orden el barrio, la fabricación de artículos pequeños en casa, y de vez en cuando va al campo para realizar trabajos agrícolas. Esto hizo que las mujeres sin empleo casi tan ocupado como los que tienen puestos de trabajo, y se decía que contribuyen a la alta participación femenina en la fuerza laboral Corea del Norte. A finales de 1960 las mujeres de Corea del Norte empleadas recibieron una ración de 700 gramos de arroz al día, donde las mujeres que participaron en inminban en lugar de tener un trabajo recibieron solo 300 gramos. Desde la década de 1990, la efectividad de la red inminban se ha debilitado.

### Estructura
Un inminban típico consta de 25-50 familias y se define por proximidad residencial. Por ejemplo, una inminban puede consistir en todas las familias que comparten una escalera común en un gran edificio de apartamentos. Cada inminban está encabezado por un funcionario, generalmente una mujer de mediana edad, conocida como inminbanjang (cabeza de la unidad de las personas). Ella normalmente recibirá un pequeño estipendio por su trabajo del estado, así como raciones de alimentos adicionales.
El sistema interno no es formalmente parte del aparato de seguridad norcoreano, sino que lo respalda. Todos los miembros internos son responsables de monitorear a los demás por actividad criminal o desobediencia política. El inminbanjang se reúne regularmente con las autoridades del partido le informa sobre la mala conducta. El comité de la gente de la oficina de distrito local (洞 事務所 人民 ) supervisa su trabajo y pasa a las directivas del Partido de los Trabajadores de Corea.
Algunos estudiosos dicen que la crisis económica de Corea del Norte y la subsiguiente hambruna de la década de 1990 han dejado a Corea del Norte incapaz de compensar a los funcionarios como inminbanjang, reduciendo su incentivo para ayudar al estado a mantener el control social. Se dice que Inminbanjang sigue siendo un apoyo importante para el aparato de seguridad norcoreano, pero tal vez menos motivado y diligente de lo que solía ser. 
Además de la vigilancia, el inminban se involucra en la administración de vecindarios, por ejemplo, la elimanación de Desechos